# Кихреј
Кихреј је у грчкој митологији био владар острва Саламина, које се по њему још звало и Кихреја.

## Митологија
Према предању, он је био син Посејдона и Асопове кћерке Саламине. Због тога што је убио огромну змију која је пустошила Саламину, становници острва су га изабрали за краља. Према другом предању, он је заправо однеговао ту змију, а њу је отерао Еурилох. Змија је доспела у Елеусину где је чувала Деметрино светилиште. Имао је кћерку Хариклу или Глауку која је родила будуће владаре Саламине. У време поморске битке између Грка и Персијанаца 480. п. н. е., крај бродова се појавила велика змија, што је пророчиште у Делфима протумачило као знак победе Грцима, јер је змија наводно била сам Кихреј. Наиме, неки су сматрали да је Кихреј симболизовао змију коју је Еурилох отерао, пошто је био чувен по својој свирепости. Он је у Елеусини добио службу у Деметрином светилишту. Сахрањен је лицем окренут западу, а када су се градови Атина и Мегара спорили око тога коме припада острво, Солон је дошао на његов гроб и умилостивио га.